# 一千五百万点
《一千五百万点》（英語："Fifteen Million Merits"）是英国科幻独立单元剧《黑镜》第一季的第二集，本集由该剧主创兼制作人查理·布鲁克和妻子卡纳克·胡克（演职员表署名为“康妮·胡克”）担任编剧，尤若斯·林恩指导，于2011年12月11日首播于第四台。
本集的背景是在一个以利用骑自行车来维持电力供应和赚取一种名为“点数”的货币的世界，讲述了宾（丹尼尔·卡卢亚饰）遇见了艾比（杰西卡·布朗·芬德利饰）并说服她参加一个才艺类选秀节目来逃离他们所处的奴隶式的世界。本集通过科幻小说中的反乌托邦，来平行反映了如《X音素》和西蒙·考威尔这样的真人秀节目与人物。
本集获得了积极的评价，一些观众赞扬本集的视觉风格和发人深省的故事，以及演员的出色表演，并认为该集比前一集《国歌》要更好；一些评论家批评本集并非原创。